# Diecéze gospićsko-senjská
Gospićsko-senjská diecéze je správní jednotka římskokatolické církve v Chorvatsku, jedna ze dvou diecézí rijecké arcidiecéze. 

## Údaje

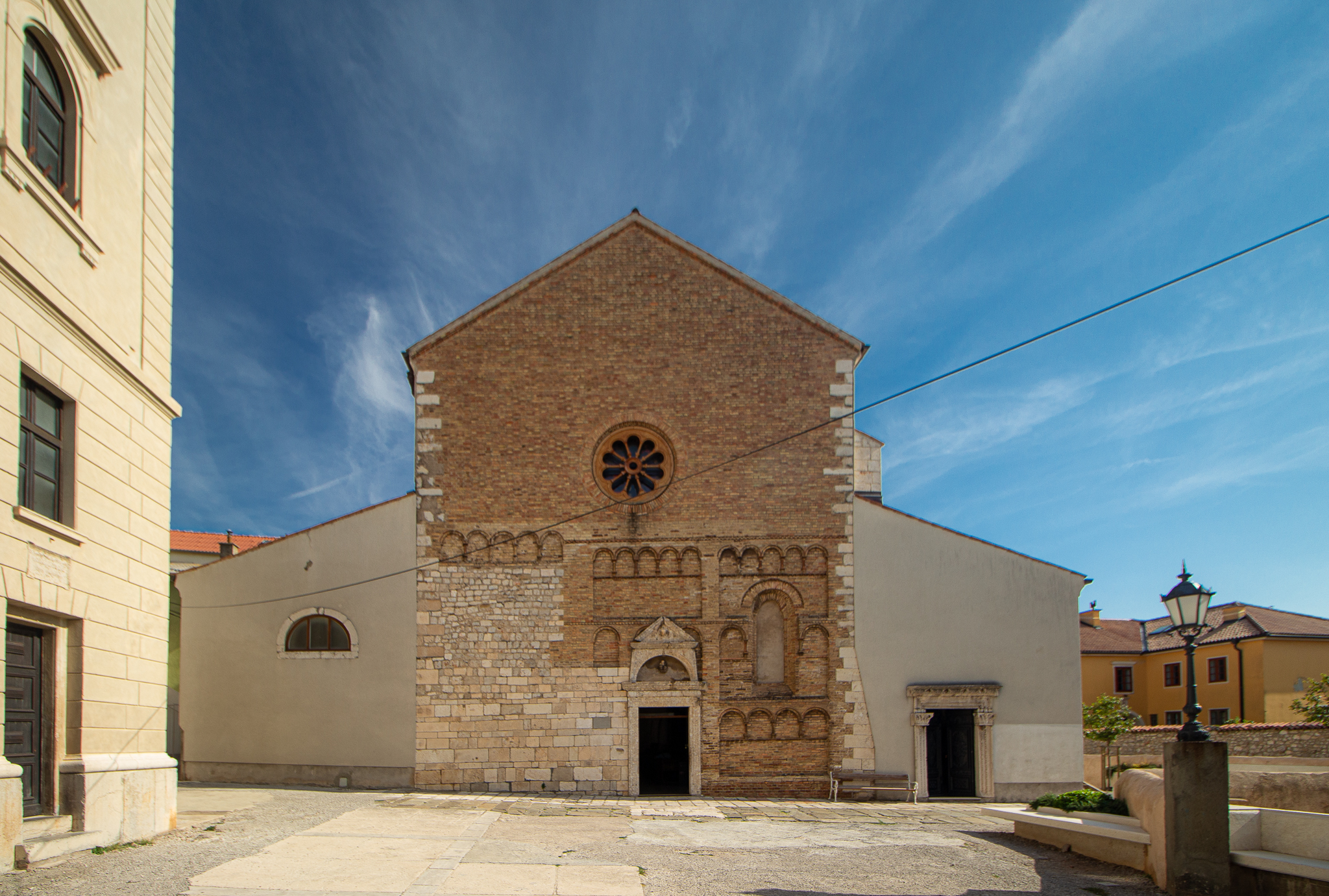
Katedrála Nanebevzetí Panny Marie v Senji

Diecéze vznikla 25. května 2000 na základě buly papeže Jana Pavla II. rozdělením bývalé arcidiecéze rijecko-senjské na dvě církevní jednotky: rijeckou arcidiecézi a gospićsko-senjskou diecézi.
Sídlo diecéze je ve městě Gospić. Zahrnuje děkanáty v Gospići, Ogulinu, Otoku, Senji, Slunji a Udbině s celkem 69 411 věřících. Apoštolským administrátorem diecéze je Zdenko Križić, arcibiskup a metropolita Splitsko-makarské arcidiecéze a bývalý biskup gospićsko-senjský.
Gospićská katedrála je zasvěcena Zvěstování Panny Marie, konkatedrála v Senji je zasvěcena Nanebevzetí Panny Marie.